# Joost-van-Smith-aan-de-overkant
Joost-van-Smith-aan-de-overkant (Frans: Jules-de-chez-Smith-en-face) is een stripfiguur bedacht door André Franquin, uit de stripreeks Guust. Hij verscheen voor het eerst in een strip die op 16 augustus 1962 in Robbedoes werd gepubliceerd.
Joost is te herkennen aan zijn warrige rosse haardos. Hij is de loopjongen die  "werkt" op het agentschap Smith Import-Export aan de overkant van de straat, gezien vanaf het kantoor van Robbedoes, waar Guust Flater werkt.
Samen met Bennie Blunder behoort Joost tot Guusts beste vrienden. De drie vrienden vormen samen ook een bandje waarin Joost dwarsfluit speelt. Een van hun geliefde bezigheden is het spelen van jokari (tennis met een bal aan een elastiekje).
Daarnaast was Joost ook de fictieve hoofdredacteur van Le Trombone illustré.